# 大分県道・熊本県道9号日田鹿本線
大分県道・熊本県道9号日田鹿本線（おおいたけんどう・くまもとけんどう9ごう ひたかもとせん）は、大分県日田市から熊本県山鹿市に至る県道（主要地方道）である。

## 概要
大分県日田市本町から熊本県山鹿市鹿本町来民に至る。
ほぼ全線にわたり非常に奥深い山の中を通過する上、日田市前津江地区から同市中津江地区（石建峠越え）にかけては一般的な車両の通行が不可能な程の砂利道・獣道と化している区間があり、当県道だけで日田と山鹿を連絡するのは非現実的である。また、同区間は極端な程の勾配な坂道・急カーブが連続している。
一方、国道442号から大分・熊本の県境に位置する宿ヶ峰尾峠を経て、山鹿市菊鹿町矢谷地区（番所集落）にかけては1 - 1.2車線規模ではあるが整備が施されている。ただし、峠の熊本県側はごく一部を除き坂道は緩やかなものの見通しの利かない急カーブが連続しており、走行の際は十分な注意が必要である。同地区から終点の同市鹿本町来民地区にかけては片側1車線の2車線（一部の区間は高規格）道路になっている。ただし、夏期は大雨（雨量規制）による通行止め、冬季は積雪によるタイヤチェーン規制が実施される区間がある。

### 路線データ
- 起点：大分県日田市本町（元町交差点、国道386号交点、大分県道48号日田玖珠線起点）
- 終点：熊本県山鹿市鹿本町来民（鹿本町来民交差点、国道325号交点、熊本県道138号辛川鹿本線終点）
- 総延長：82.0 km

## 歴史
- 1959年（昭和34年）
  - 大分県告示により、大分県道鯛生恵良日田線が路線認定される（当時の整理番号は30）。
  - 大分県告示により、大分県道鯛生鹿本線が路線認定される（当時の整理番号は166）。
- 1960年（昭和35年） - 熊本県告示により、熊本県道鯛生鹿本線が路線認定される（当時の整理番号は139）。
- 1970年（昭和45年） - 1972年（昭和47年）頃 - 熊本県道鯛生鹿本線の整理番号が132に変更される。
- 1973年（昭和48年）
  - 大分県告示により、大分県道鯛生鹿本線の整理番号が132に変更され、大分県道・熊本県道132号鯛生鹿本線として統一される。
  - 大分県告示により、大分県道鯛生恵良日田線の整理番号も408に変更される。
- 1976年（昭和51年） - 建設省告示により、主要地方道日田鹿本線として指定される。
- 1977年（昭和52年） - 前年の主要地方道指定に伴い、大分県・熊本県それぞれの告示により、県道鯛生恵良日田線と県道鯛生鹿本線が統合され、大分県道・熊本県道9号日田鹿本線が路線認定される（鯛生恵良日田線および鯛生鹿本線は廃止）。
- 1993年（平成5年）5月11日 - 建設省から、県道日田鹿本線が日田鹿本線として主要地方道に再指定される[1]。
- 2008年（平成20年）3月1日 - 国道210号日田バイパスの供用に伴い、起点位置が日田市高瀬交差点から元町交差点（旧・国道210号、現：国道386号）に変更される[2]。

## 路線状況

### 重複区間
- 国道212号（大分県日田市大宮町・大宮町交差点 - 日田市大宮町）
- 国道212号（大分県日田市大山町西大山 地内）
- 大分県道698号西大山大野日田線（大分県日田市前津江町大野 地内）
- 国道442号・福岡県道・大分県道・熊本県道115号八女小国線（大分県日田市中津江村合瀬 地内）
- 熊本県道18号菊池鹿北線（熊本県山鹿市菊鹿町上内田 - 熊本県山鹿市菊鹿町山内）

### 道路施設

#### 橋梁
- 大分県
  - 三隈大橋（三隈川、日田市）
  - 徳行橋（高瀬川、日田市）

#### トンネル
- 大分県
  - 西峰隧道：延長350 m、2001年（平成13年）竣工、日田市

## 地理

### 通過する自治体
- 大分県
  - 日田市
- 熊本県
  - 山鹿市

### 交差する道路
| 交差する道路                                                                    | 都道府県名 | 市町村名 | 交差する場所 | 交差する場所            |
| ------------------------------------------------------------------------------- | ---------- | -------- | ------------ | ----------------------- |
| 国道386号 大分県道48号日田玖珠線 福岡県道・大分県道112号福岡日田線 重複         | 大分県     | 日田市   | 本町         | 元町交差点 / 起点       |
| 大分県道673号小畑日田線                                                         | 大分県     | 日田市   | 大字高瀬     | 高瀬本町交差点          |
| 国道210号 / 日田バイパス 国道212号 重複区間起点                                 | 大分県     | 日田市   | 大宮町       | 大宮交差点              |
| 国道212号 重複区間終点                                                          | 大分県     | 日田市   | 大宮町       |                         |
| 国道212号 重複区間起点                                                          | 大分県     | 日田市   | 大山町西大山 |                         |
| 国道212号 重複区間終点                                                          | 大分県     | 日田市   | 大山町西大山 | 中川原交差点            |
| 大分県道698号西大山大野日田線 重複区間起点                                      | 大分県     | 日田市   | 前津江町大野 |                         |
| 大分県道698号西大山大野日田線 重複区間終点                                      | 大分県     | 日田市   | 前津江町大野 |                         |
| 国道442号 重複区間起点 福岡県道・大分県道・熊本県道115号八女小国線 重複区間起点 | 大分県     | 日田市   | 中津江村合瀬 |                         |
| 国道442号 重複区間終点 福岡県道・大分県道・熊本県道115号八女小国線 重複区間終点 | 大分県     | 日田市   | 中津江村合瀬 |                         |
| 大分県道711号合瀬上野田線未供用                                                 | 大分県     | 日田市   | 中津江村合瀬 |                         |
| 大分県道・熊本県道133号鯛生菊池線                                               | 大分県     | 日田市   | 中津江村合瀬 |                         |
| 熊本県道18号菊池鹿北線 重複区間起点                                             | 熊本県     | 山鹿市   | 菊鹿町上内田 |                         |
| 熊本県道18号菊池鹿北線 重複区間終点                                             | 熊本県     | 山鹿市   | 菊鹿町山内   |                         |
| 熊本県道196号鹿本松尾線                                                         | 熊本県     | 山鹿市   | 鹿本町来民   |                         |
| 国道325号 国道443号 重複 熊本県道138号辛川鹿本線                                | 熊本県     | 山鹿市   | 鹿本町来民   | 鹿本町来民交差点 / 終点 |

### 沿線
- 日田温泉
- 大山川
- 日田市立前津江小学校
- 日田市立前津江中学校
- 日田市前津江振興局
- 大野老松天満宮
- スノーピーク奥日田キャンプフィールド（敷地内を通過）
- 鯛生金山地底博物館
- 矢谷渓谷
- 山鹿市立菊鹿中学校
- 山鹿市立鹿本中学校（終点付近）

### 峠
起点から
- 大分県
  - 石建峠（日田市）
  - 宿ヶ峰尾峠（日田市 - 熊本県山鹿市）